# Kornelije Budinić
Kornelije Budinić (Cornelio Budinich, Budinis, Rijeka, 17. svibnja 1873. – Trst, 14. ožujka 1935.) hrvatsko-talijanski arhitekt i povjesničar arhitekture. 

## Životopis
Studirao je u Budimpešti i Grazu, a živio pretežito u Trstu. Radio kao projektant (Kapucinska crkva Gospe Lurdske u Rijeci, 1913., škole i crkve u Trstu, građevine osiguravajućih društava u Trstu i Monfalconeu), restaurator (Katedrala sv. Vida u Rijeci, bazilika u Gradu, vojvodske palače u Urbinu i Gubbiju, krstionica u Piranu) te kao istraživač antičkih, gotičkih i renesansnih građevina. Objavio je više knjiga, među kojima su posebno važne one o istarskoj gotičkoj arhitekturi i o renesansnom arhitektu hrvatskog podrijetla Lucijanu Vranjaninu.